# 1-溴丙烯
1-溴丙烯是一种有机化合物，化学式为C3H5Br。它可由马丁试剂和2-丁烯酸在四乙基溴化铵的存在下反应得到。它和苯乙炔在碱和催化剂存在下反应，可以得到5-苯基戊-2-烯-4-炔。